# Phenacoscorpius megalops
Phenacoscorpius megalops är en fiskart som beskrevs av Fowler, 1938. Phenacoscorpius megalops ingår i släktet Phenacoscorpius och familjen Scorpaenidae. Inga underarter finns listade i Catalogue of Life.